# Tim O'Reilly
Tim O'Reilly, nacido el 6 de junio de 1954 en Cork (Irlanda) es el fundador y presidente de O'Reilly Media (editorial anteriormente denominada O'Reilly & Associates). Es un impulsor de los movimientos de  código abierto, así como uno de los autores del concepto Web 2.0 y participante en el desarrollo del lenguaje Perl. Es autor de varios libros, publicados todos ellos por su editorial.

## Biografía
O'Reilly estuvo interesado inicialmente en la literatura. Licenciado en Clásicas por la Universidad de Harvard en 1975 cum laude, enseguida empezó a interesarse por la informática, específicamente por los libros para usuarios de computadoras.
En 1978 comenzó a desarrollar su carrera en el mundo editorial fundando la empresa O'Reilly & Associates. Publicó en 1992 The Whole Internet User's Guide & Catalog, que fue el primer libro divulgativo sobre Internet. En 1993 creó el primer portal de internet, Global Network Navigator, que más tarde se convertiría en AOL. En 2000 fundó Safari Books Online, primer sitio de venta de libros en línea en Internet.
O'Reilly define su compañía no como una editora de libros o contenidos online, o una productora de conferencias (aunque su empresa realiza esas actividades), sino como una compañía de transferencia de tecnología, "cambiando el mundo al difundir el conocimiento de personas innovadoras"
En 2001, O'Reilly estuvo envuelto en una disputa con Amazon.com, liderando una protesta contra la patente one-click de Amazon y específicamente contra la reivindicación de dicha patente por parte de Amazon contra su rival Barnes & Noble. La protesta terminó con la visita de O'Reilly y el fundador de Amazon.com Jeff Bezos a Washington D. C. para abogar por una reforma de patentes.
En 2004 O'Reilly Media organizó una conferencia en la que Tim O'Reilly presentó públicamente el concepto de Web 2.0.

Adicionalmente, Tim O'Reilly formó parte del consejo directivo de CollabNet, y estuvo en el consejo de Macromedia hasta su fusión en 2005 con Adobe Systems. En marzo de 2007 se unió al consejo de directores de MySQL AB.

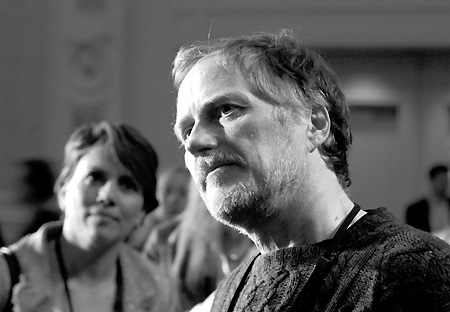
Tim O'Reilly en la conferencia MIX06 en Las Vegas.

Es autor de un Código de conducta para blogueros.